# Othreis
Othreis is een geslacht van vlinders van de familie spinneruilen (Erebidae), uit de onderfamilie Calpinae.

## Soorten
- O. anguina Schaus, 1911
- O. bathyglypta Prout, 1928
- O. boseae Saalmüller, 1880
- O. caesar Felder, 1861
- O. cajeta Cramer
- O. colubra Schaus, 1911
- O. collusoria Cramer, 1777
- O. divitiosa Walker, 1873
- O. felicia Stoll, 1790
- O. homaena Hübner, 1827
- O. imperator Boisduval, 1833
- O. iridescens Lucas, 1894
- O. jordani Holland, 1900
- O. kinabaluensis Feige, 1976
- O. kuhni Pagenstecher, 1886
- O. memorans Walker, 1857

- O. mionopastea Hampson, 1926
- O. paulii Robinson, 1968
- O. prattorum Prout
- O. procus Cramer, 1777
- O. serpentifera Walker, 1857
- O. smaragdipicta Walker, 1857
- O. srivijayana Bänziger, 1985
- O. toddi De Zayas, 1965